# Manuel Bryennios
Manuel Bryennios (Μανουήλ Βρυέννιος) est un savant et humaniste byzantin dont le floruit se situe autour de l'an 1300, sous le règne de l'empereur Andronic II  Paléologue. Ami et correspondant de Maxime Planude, il fut l'un des principaux acteurs de la Renaissance culturelle byzantine de cette époque. Il aurait appris « la mathématique » (c'est-à-dire les sciences du quadrivium) auprès d'un savant originaire de Perse. Sa passion pour l'astronomie lui aurait longtemps valu la méfiance et le mépris de la société byzantine cultivée. On a conservé de lui un traité en trois livres sur l'harmonique, qui est une compilation de traités antiques sur cette matière (Ptolémée, Adraste, Aristoxène, Euclide, Nicomaque de Gérase, Théon de Smyrne). Ce traité connut un très grand succès à Byzance et pendant la Renaissance occidentale (59 manuscrits du XIVe et du XVIIe siècle ; 2 traductions latines pendant la Renaissance, et une autre accompagnant l'édition grecque de Wallis à Oxford en 1699). Manuel Bryennios est également connu pour avoir été, à partir de 1312-1313, le professeur d'astronomie ptolémaïque de Théodore Métochite, jouant ainsi un rôle crucial dans la renaissance de cette discipline à Byzance.

## Édition de texte
- G. H. Jonker, Μανουήλ Βρυεννίου Ἁρμονικά, The Harmonics of Manuel Bryennius, traduction, notes, introduction et index, Wolters-Noordhoff Publishing, Groningen, 1970.